# Anna Heller (Medizinerin)

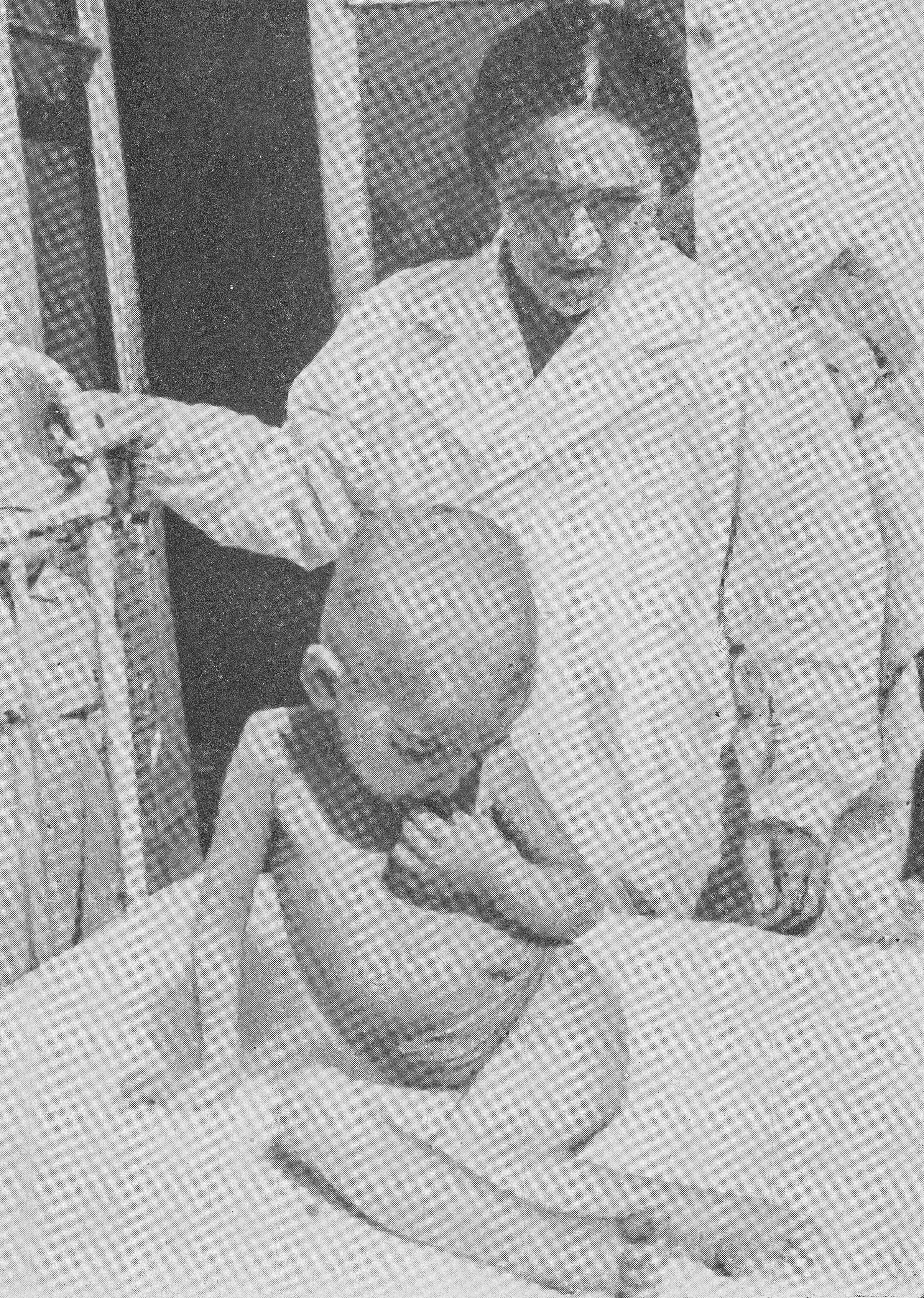
Anna Heller bei der Behandlung eines im Warschauer Ghetto verhungernden Kleinkinds, 1942

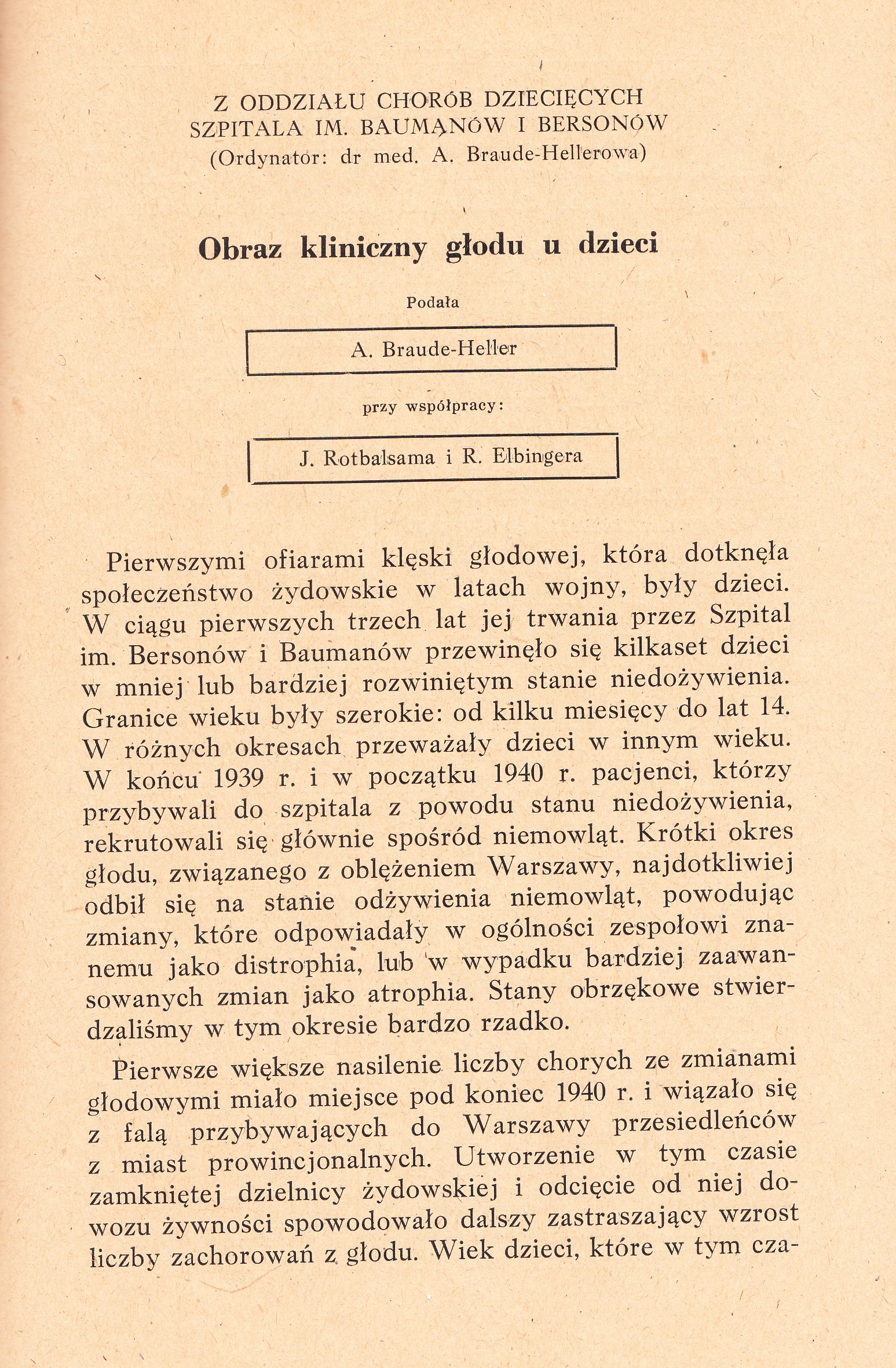
Anna Braude-Heller Hungerkrankheit: Eine klinische Studie über den Hunger im Warschauer Ghetto ab 1942

Anna Heller, geb. Braude (auch Braude-Hellerowa oder Braude Heller) (geb. am 6. Januar 1888 in Warschau; gest. am 19. April 1943 im Warschauer Ghetto) war eine polnische Kinderärztin, Chefärztin des Bersohn-Bauman-Kinderkrankenhauses und Sozialaktivistin

## Leben

### Kindheit und Studium
Anna war die Älteste von vier Kindern der Tauba Braude, geb. Litwin, und Aryeh Leib „Leo“ Broddo / Braude. Sie besuchte die Fryderyka Thalgrün Schule in Warschau und machte ein externes Abitur, bevor sie 1906 an die sozialwissenschaftliche Fakultät der Universität Genf ging. Ihr Medizinstudium nahm sie in Zürich auf und schloss es 1912 in Berlin ab. Für ihre Nostrifikation für das dann russische Polen setzte sie ihre Studien in Sankt Petersburg fort.
Zurück in Polen gehörte sie zu den Gründern des Włodzimierz Medem Kindersanatoriums in Miedzeszyn bei Warschau, arbeitete zunächst im Jüdischen Krankenhaus (Czyste) und anschließend im Bersohn-Bauman-Kinderkrankenhaus, gegründet von Mathias Bersohn.
Als dieses 1924 geschlossen werden musste, war es ihrem Engagement zu verdanken, dass es mit Hilfe ihres Vereins der Kinderfreunde (Polnisch Towarzystwo Przyjaciół Dzieci, oder TPD) wieder eröffnet und 1930 erweitert werden konnte. Sie wurde medizinische Chefärztin.

### Ehe und Familie
1916 heiratete Anna Braude den Ingenieur Eliezer Heller (1885–1934), mit dem sie zwei Söhne bekam, Ari Leon Heller (1917–2008), and Olum „Olo“ (1921–1926). 1931 verstarb ihr jüngerer Bruder Jossell Abraham, ihr Ehemann 1934 an einer Operation. Durch den Tod ihres Sohnes bedingt widmete sie sich besonders der Pädiatrie.

### Zweiter Weltkrieg
Nach der deutschen Besetzung Polens wurde das Krankenhaus Teil des Warschauer Ghettos. Es verlor jegliche staatliche Unterstützung und musste von den jüdischen Selbsthilfeorganisationen finanziert werden. Anna Braude-Hellerowa war die Vorsitzende des Gesundheitsausschusses des Judenrates und leitete das Krankenhaus bis zu seiner Liquidierung während der großen Deportationsaktion im August 1942. Sie war Mitautorin der 1942 im Ghetto durchgeführten Untersuchungen zur Hungerkrankheit, deren Ergebnisse trotz des Todes fast aller beteiligten Ärzte erhalten geblieben sind und 1946 von Emil Apfelbaum herausgegeben wurden.
Während einer Fleckfieberepidemie 1939–40 wurde das Krankenhaus unter Quarantäne gestellt. Die Sterblichkeit war trotz der Bemühungen des Personals und der Angestellten hoch.

### Letzte Lebenstage und Tod
Die Chancen, das Ghetto zu verlassen, ließ Heller verstreichen, um das Krankenhaus und die Kinder nicht im Stich zu lassen. Aber sie konnte ihrem Sohn und Teilen ihrer Familie zur Flucht und zum Überleben verhelfen. Die meisten Ärzte und Schwestern wurden in Konzentrationslager verschleppt, die im Ghetto verbliebene Anna wurde, 55 Jahre alt. Am 19. August 1943 kam sie beim Aufstand im Warschauer Ghetto mit mehreren kleinen Patienten im Kinderkrankenhaus in der Gesia-Straße ums Leben.

## Nachwirken

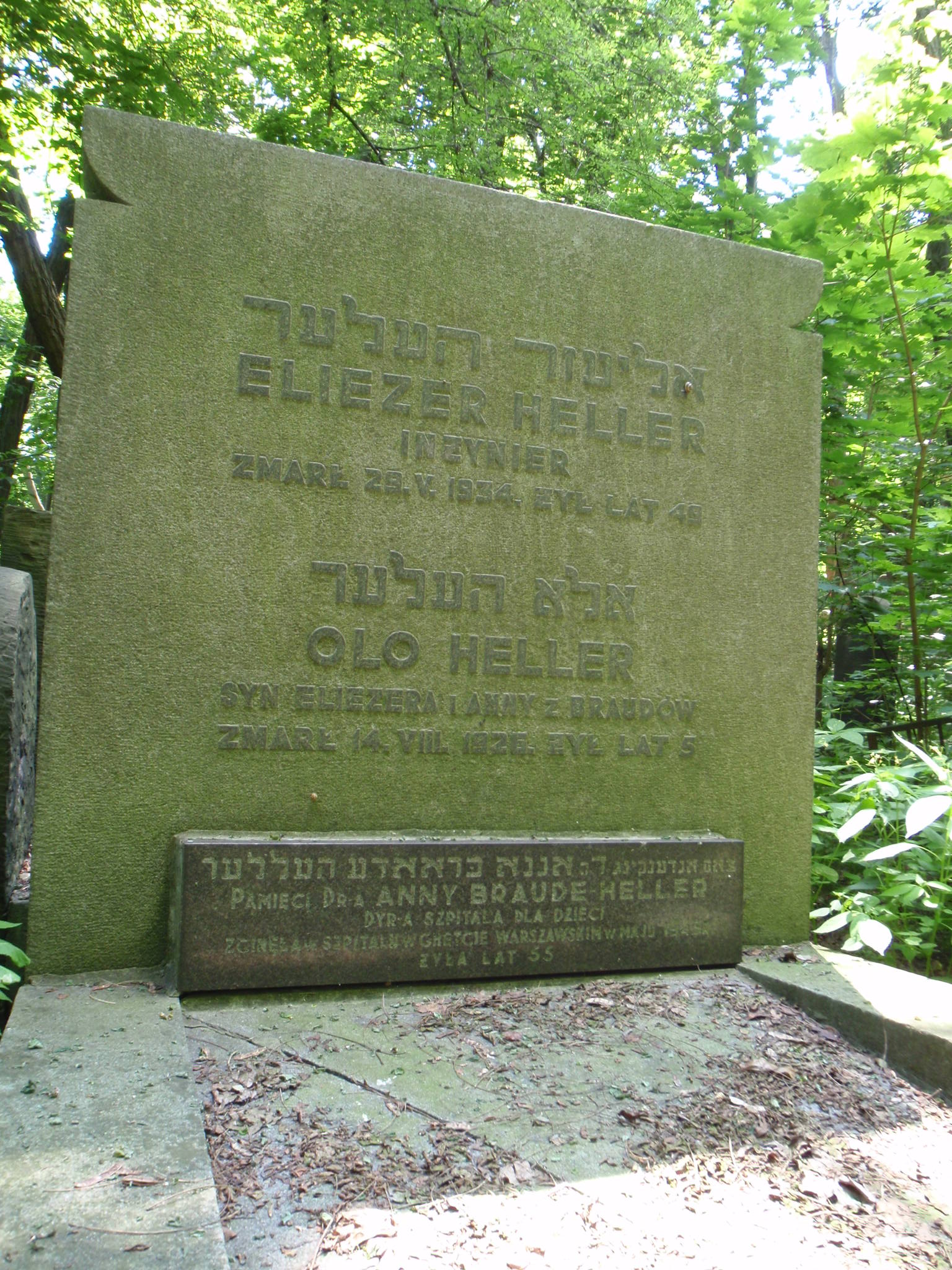
Grabstätte Heller mit dem Gedenkstein für Anna Braude-Hellerowa

Auf dem jüdischen Friedhof in der Okopowastraße wurde für auf dem Grab ihres Sohnes und ihres Mannes eine Grabinschrift anbracht. Im April 2001 wurde an der Außenmauer des Bersohn und Bauman Krankenhauses eine Gedenkplakette enthüllt.

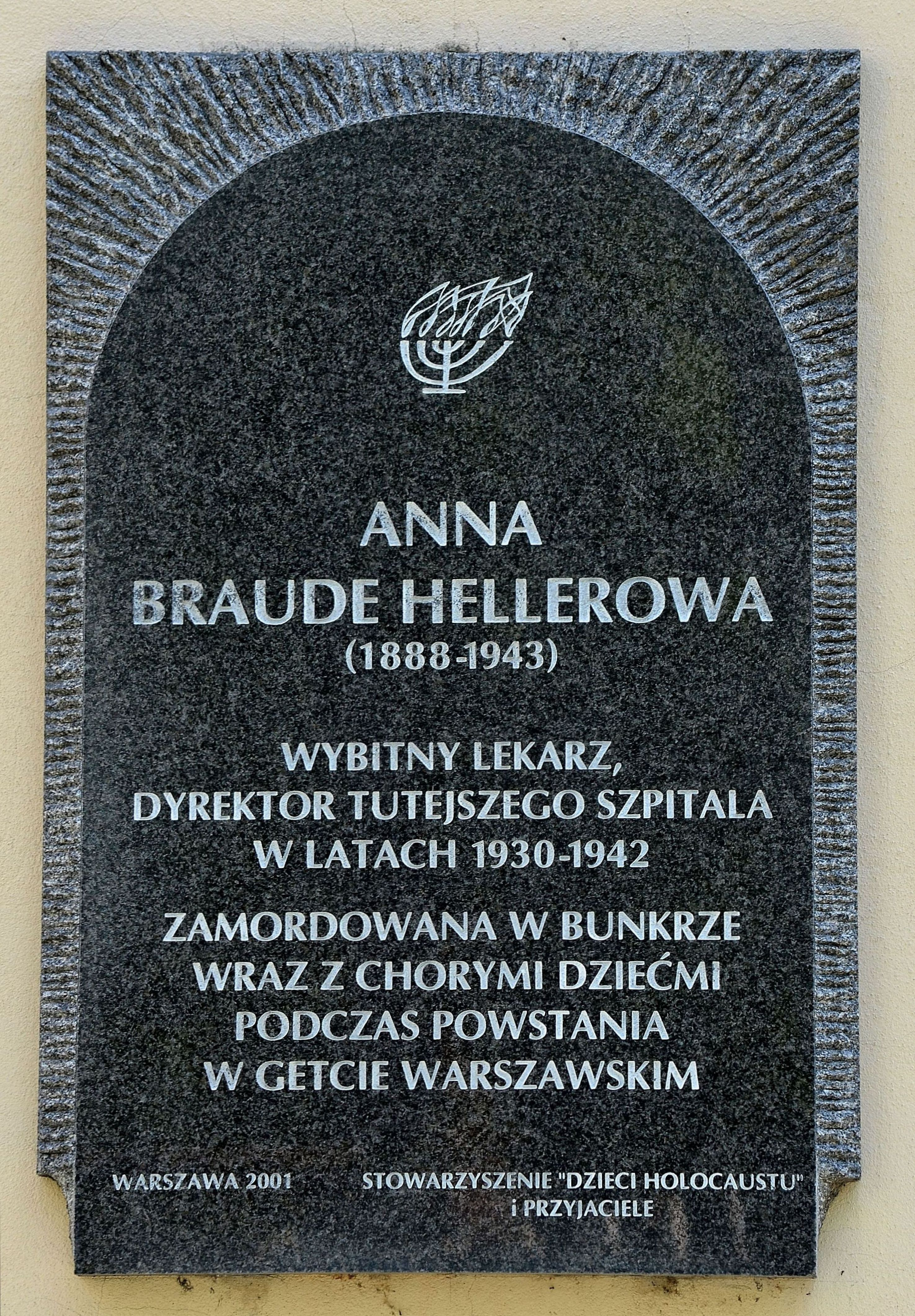
Gedenktafel für Anna Braude-Hellerowa

Ihr Sohn Ari Leo Heller, der ebenfalls Arzt war, arbeitete bis zu seiner Flucht auf die „arische Seite“ mit seiner Mutter. Nach dem Krieg ging er zunächst nach Lublin, ab 1946 zurück nach Warschau. 1948 emigrierte er nach Schweden und arbeitete bis zu seinem Tode 2008 als Professor für Bakteriologie am Karolinska-Institut Stockholm.

## Auszeichnungen
Silbernes Kreuz des Ordens Virtuti Militari der Exilregierung